# درصدف کریموا
دُرصدف کریموا (ترکی آذربایجانی: Dursədəf Kərimova؛ زادهٔ ۲۳ اوت ۱۹۸۵) جودوکار پارالمپیک کم بینای اهل جمهوری آذربایجان است.

## زندگی
دورصدف کریموا ۲۳ اوت سال ۱۹۸۵ در شهر باکو به دنیا آمد. مادرش، «ظلفیه کریموا»، دانشیار دانشگاه تربیت مدرس جمهوری آذربایجان و خواهرش، خانم موسی‌اوا ، نیز همانند خود او جودوکار پارالمپیک هستند.

## ورزش
دورصدف کریموا در وزن بالای ۷۰ کیلوگرم بخش زنان در بازی‌های پارالمپیک تابستانی ۲۰۲۰ برنده مدال طلا شد.

## جایزه
الهام علی‌اف، رئیس‌جمهور آذربایجان طی حکمی به تاریخ ۶ سپتامبر سال ۲۰۲۱، به دورصدف کریموا در ازای دست‌آوردهای برجسته اش در بازی‌های پارالمپیک تابستانی ۲۰۲۰ و سهمش در پیشرفت ورزش آذربایجان نشان برای خدمت به میهن درجه یک اعطا کرد.